# Альберт II (граф Гориці-Тіролю)
Альберт II (бл. 1265—1292) — граф Гориці і Тіролю. Син графа Гориці-Тіролю Мейнхарда II та принцеси Елізабети.
Є нащадком Великих князів Київських. Його мати була праправнучкою Єфросинії Мстиславівни, доньки Великого князя Київського Мстислава І.

## Біографія
Альберт II походив з Горицької династії. Син Мейнхард II, граф Тиролю та Гориції та Елізабети.
Донька герцога Баварського і пфальцграфа Рейнського Оттона II; в першому шлюбі: королева Німеччини, королева Єрусалиму, королева Сицилії, герцогиня Швабії; в другому шлюбі: графиня Гориці та Тіролю, герцогиня Каринтії та Крайни. Є нащадком Великих князів Київських. Праправнучка Єфросинії Мстиславівни, доньки Великого князя Київського Мстислава І.
Був графом Гориці-Тіроля, яким мав керувати за батька (який помер 1295 року). Його батько довірив йому державні справи.
Одружився бл. 1282 р. з Аґнес де Гогенберг, дочкою Альберта II з Гогенберг-Ротебурга з династії Гогенцоллернів.
Їх донька Маргарет Гориці-Тіролю (померла після 1348 р.) одружилася з Фредеріком IV, правителем Нюрнбергу (1287—1332).
Альберт II помер 1292 р. Після нього його брати Отто ІІІ і Генріх Хорутанський продовжили правити спільно.

## Родовід
Альберт II веде свій родовід, в тому числі, й від Великих князів Київських Володимира Мономаха та Мстислава Великого.